# 1744 en arts plastiques
| Années des arts plastiques : 1741 - 1742 - 1743 - 1744 - 1745 - 1746 - 1747    |
| Décennies des arts plastiques : 1710 - 1720 - 1730 - 1740 - 1750 - 1760 - 1770 |

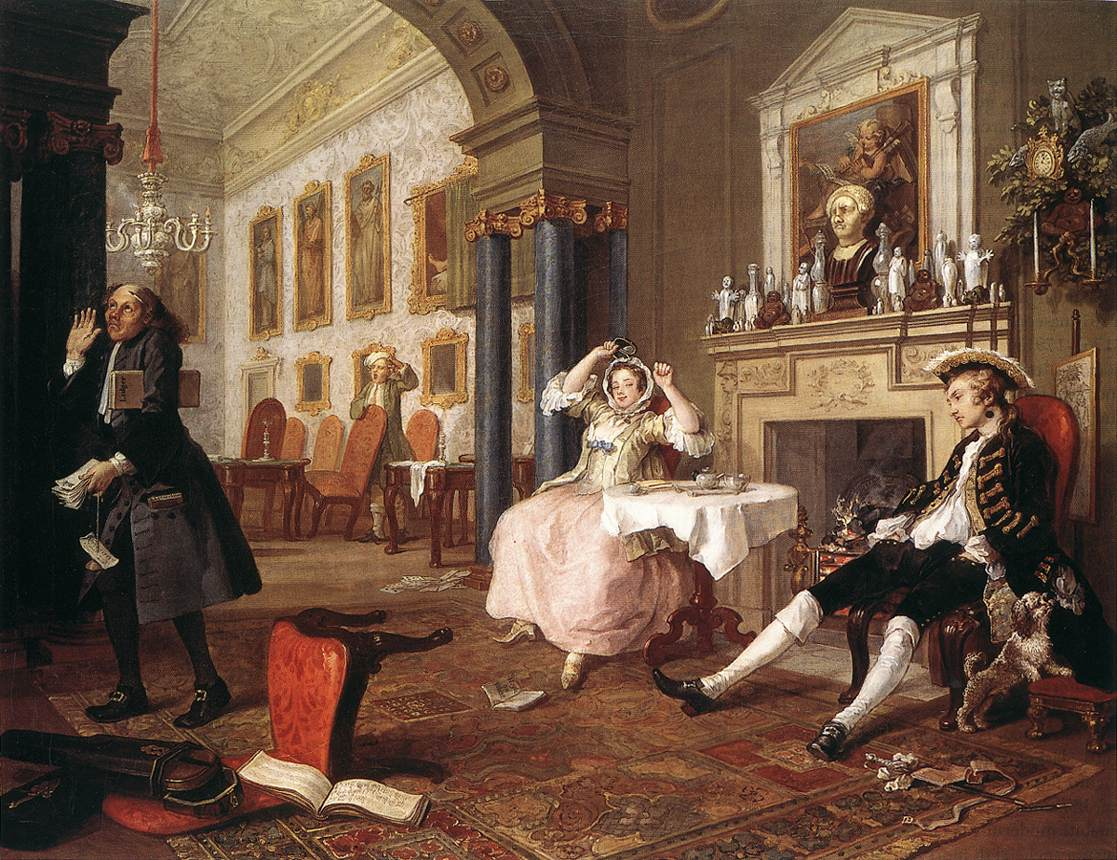
Le tête à tête, de William Hogarth.

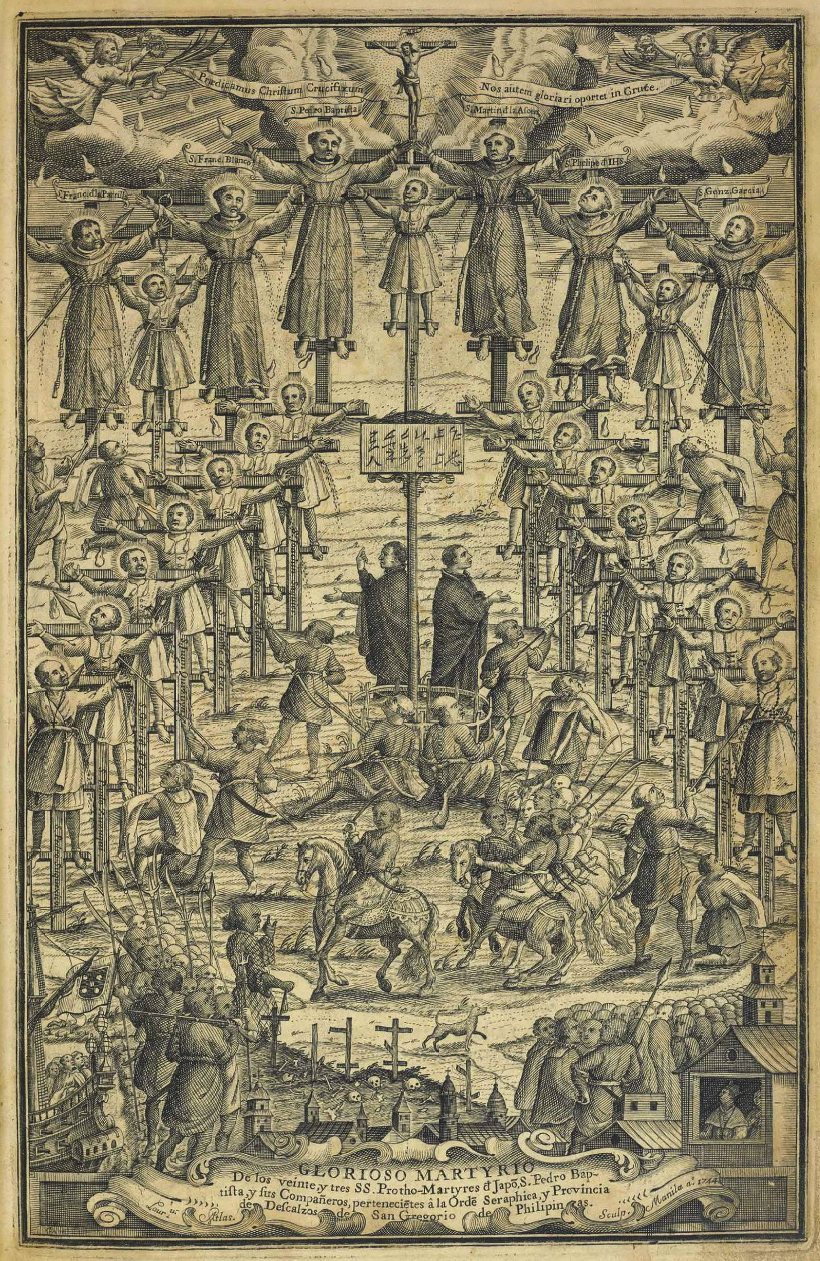
San Pedro Bautista y compañeros franciscanos mártires de Japón, gravure la plus importante du graveur philippin Laureano Atlas (1744) représentant les Vingt-six martyrs du Japon.

Cette page concerne l'année 1744 en arts plastiques.

## Œuvres
- Le Bénédicité, tableau de Chardin.

## Naissances
- 27 juillet : Jean Baptiste Brice Tavernier, ingénieur, peintre et dessinateur français († 28 octobre 1825),
- 21 décembre : Anne Vallayer-Coster, peintre française († 28 février 1818),
- 15 août : Marie-Louise-Adélaïde Boizot, graveuse française († 1800).

## Décès
- 13 février : Pierre Gobert, peintre français (° 1662),
- 28 juillet :  Lorenzo de Ferrari, peintre baroque italien (° 14 novembre 1680),
- 9 août : Joseph Wamps, peintre français (° 30 novembre 1689),
- ? :
  - Guglielmo Borremans, peintre originaire des Pays-Bas espagnols qui vécut en Italie (° 1672),
  - Domenico Maria Muratori, peintre italien (° vers 1662).